# Polyceratocarpus parviflorus
Polyceratocarpus parviflorus là loài thực vật có hoa thuộc họ Na. Loài này được Edmund Gilbert Baker miêu tả khoa học đầu tiên năm 1913 dưới danh pháp Alphonseopsis parviflora. Năm 1939 Jean H. P. A. Ghesquière chuyển nó sang chi Polyceratocarpus.

## Phân bố
Cameroon, Gabon, Ghana, Ivory Coast, Liberia, Nigeria.